# Lucha libre
Pour la série de bande dessinée française, voir Lucha Libre (bande dessinée).

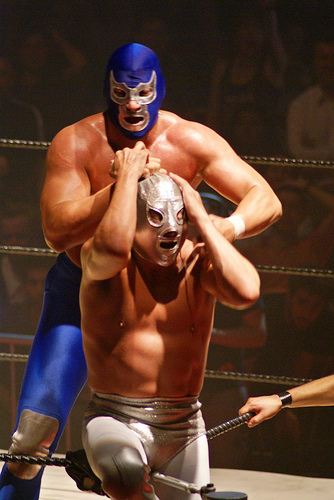
Blue Demon Jr. vs El Hijo del Santo.

La lucha libre (littéralement « lutte libre » en espagnol), également désignée comme lutte mexicaine au Québec, est le catch mexicain. Un pratiquant de lucha libre s’appelle un luchador. Selon la tradition, la plupart des luchadors portent un masque. Le masque représente un peu la vie d'un luchador, il a une importance toute particulière et est ancré dans les vieilles traditions.
Le style de la lucha libre se caractérise par son côté aérien et spectaculaire. Avec notamment des prises comme les ciseaux de tête ou le hurricanrana, beaucoup d’appuis sur les cordes et de sauts vers l'extérieur du ring comme le saut périlleux ou le plongeon suicidaire. Les combats privilégient souvent le côté technique que celui athlétique en comparaison au catch américain.
Il existe deux fédérations dominantes de catch au Mexique qui sont le Consejo Mundial de Lucha Libre (CMLL) et la Lucha Libre AAA Worldwide (AAA). Il existe bien sûr des promotions de moindre ampleur mais qui rencontrent un certain succès au Mexique comme la IWRG ou la Promo Azteca.

## Règles et spécificités
Les règles de la lucha libre sont similaires à celles du catch américain. Les matchs peuvent être gagnés par tombé après un compte de trois ou par soumission mais à la différence du catch américain le lutteur se soumettant ne tape pas au sol mais agite la main ou se rend verbalement. Les matches peuvent être également gagnés par décompte à l'extérieur du ring après vingt secondes ou par disqualification. De la même manière qu'au catch américain, une fois un luchador dans les cordes, son adversaire doit lâcher la prise.
En général, les matchs simple ou par équipe se déroulent en trois tombés appelé caidas. Il faut remporter deux tombé pour remporter le match. Lors d'un match de lucha libre par équipe, quitter le ring autorise un changement de partenaire. Cette règle est très importante dans le sens où elle permet des séquences très rapides et spectaculaires. Les matchs tríos à trois contre trois sont très pratiqués en lucha libre. Il y a des équipes trios stables et des championnats comme le Campeonato Mundial de Tríos del CMLL ou le Campeonato Mundial de Tercias AAA.

Au cours de leur carrière, les luchadors combattent dans des matches appelés luchas de apuestas. Ce sont des matchs à paris. Parier son masque contre un adversaire détesté est une tradition en lucha libre et c'est un moyen de régler une rivalité entre deux ou plusieurs catcheurs. Le vainqueur emporte le masque du perdant. Beaucoup de luchadors perdent leur masque dans leur carrière, souvent lors de leur dernier match, moyennant une prime importante. Ces matches sont souvent assez brutaux, les deux lutteurs tentant chacun d'arracher littéralement le masque de l'autre, ces matches sont rares au Mexique où les lutteurs saignent assez régulièrement. Avec l'importance accordée aux masques en lucha libre, perdre son masque est considéré comme l'insulte ultime. Il existe d'autres types de match luchas de apuestas comme des combats entre catcheurs démasqués où le perdant doit se faire raser complètement la tête :
- Máscara contra máscara (masque contre masque)
- Máscara contra cabellera (masque contre cheveux)
- Cabellera contra cabellera (cheveux contre cheveux)
- Máscara o cabellera contra campeonato (masque ou cheveux contre titre)
- Máscara o cabellera contra retiro (masque ou cheveux contre carrière)
- Carrera contra carrera (carrière contre carrière)

Il existe également en lucha libre des matchs en tag team appelé parejas increíbles. Une pareja increíble est une équipe ou les deux membres perdant du match sont obligés de s'affronter dans un luchas de apuestas.
Des tournois annuels sont souvent organisés en la mémoire des anciens. Les tournois de type torneo cibernético sont des tournois où les deux derniers membres de chaque équipe s’affrontent dans un match en simple.
Le système heel/face en lucha libre est assez différent dans le sens où le lutteur apprécié tecnico est celui qui se bat avec le plus de technique alors que son opposé rudo est plus violent.

## Histoire
On dit que la lucha libre a été introduit au Mexique durant l'occupation française en 1863. En effet durant l'invasion de l'armée française au Mexique (de 1864 à 1867) s’effectuèrent des démonstrations de lutte olympique et gréco-romaine. Toutes aux profils d'exhibitions sportives dans des endroits comme el Palacio de Buenavista (Museo de San Carlos), la plaza de toros del Paseo Nuevo, la plaza de toros de San Pablo et el Circo Orrín.
En 1910, est arrivé au Mexique, l'entreprise du champion italien Giovanni Relesevitch au Teatro Principal de Mexico. La même année est venue au Teatro Colón l'entreprise du célèbre Antonio Fournier apportant ses étoiles Conde Koma et Nabutaka. L'affrontement des deux sociétés a été magnifique.
En 1921, est arrivé au Mexique, Constand le Marin qui a introduit dans son entreprise León Navarro champion d'Europe dans le passé. Est venu aussi le Roumain Sand. Deux ans plus tard Constand est retourné au Mexique, portant le japonais Kawamula. En 1930, est venu George Gadfrey, le célèbre boxeur noir accompagné par le sergent Russell.
Le 21 septembre 1933 à Mexico, Don Salvador Lutteroth Gonzalez créa la Empresa Mexicana de Lucha Libre qui s'appelle de nos jours le Consejo Mundial de Lucha Libre (CMLL). C'est actuellement la plus vieille fédération de catch en existence.

## Art
La lucha libre fait désormais partie intégrante de la culture populaire mexicaine. La photographe mexicaine Lourdes Grobet a photographié pendant plus de trente ans ce sport spectaculaire, s'intéressant non seulement à l'aspect esthétique des combats, mais également, dans une approche sociologique, à tout son environnement en dehors du ring. Elle a publié plusieurs livres sur le sujet : Lourdes Grobet: Lucha Libre (2005), Espectacular de Lucha Libre (2008), Lucha libre mexicana (2008).
De nombreux films ont été réalisés sur le sujet avec comme vedette les lutteurs de leurs temps comme Blue Demon et Santo. En France, François Reichenbach réalisa en 1981 un documentaire intitulé Lucha libre. D'une durée de 45 min, on peut y apercevoir des figures connues telles qu'Enrique Llanes (ancien lutteur, commentateur TV pour la boxe, le baseball et la lucha libre), Los Villanos I II III, Aja Kong etc.